# Coricladus
El género Coricladus se definió originalmente por André JasperI, Fresia Ricardi-BrancoII, Margot Guerra-Sommer (2005). La especie tipo es Coricladus quiteriensis. La especie se llama así en honor al lugar donde fue encontrado, Quitéria donde afloran en la ciudad de Pantano Grande en geoparqhe Paleorrota. El afloramiento se encuentra en la Formación Río Bonito y fecha de Sakmariense en Pérmico.

## Definición
Al igual que cualquier planta conífera, era una planta vascular, con reproducción por semilla. La clasificación de su Orden y familia sigue siendo muy incierto.